# Бен-Кассу, Аллаль
Аллаль Бен-Кассу (30 ноября 1941, Рабат — 29 октября 2013, там же) — марокканский футбольный вратарь.
Бен-Кассу играл за футбольный клуб ФАР в чемпионате Марокко, неоднократный чемпион страны. Кроме того, Бен-Кассу был сержантом марокканской армии.
Играл за сборную Марокко на летних Олимпийских играх 1964, его сборная не вышла из группы, проиграв Венгрии и Югославии со счётом 6:0 и 3:1 соответственно. Также Бен-Кассу играл на чемпионате мира 1970, где Марокко заняло последнее место в группе, принял участие в двух матчах — против Перу и ФРГ. На Олимпиаде 1972 года был дублёром Мохаммеда Хаззаза и ни разу не вышел на поле. Всего за сборную Марокко сыграл не менее 30 матчей.
В 2006 году он был зачислен КАФ в список 200 лучших африканских футболистов за последние 50 лет.
Бен-Кассу умер 29 октября 2013 года в Рабате.